# Jean Lans
Jean Lans, né à Ath (Belgique) en 1541  et décédé à Jaroslaw (Pologne) en 1591, est un prêtre jésuite belge, théologien et professeur.

## Éléments de biographie
Après avoir fait des études de droit à l'université de Bologne et y avoir été reçu docteur, il entre à Wilna, en 1583, dans la Compagnie de Jésus, et enseigne successivement la rhétorique à Posen et à Jaroslaw.

## Œuvre
On connaît de lui l'opuscule suivant :

 Nobilis Poloni pro Societatis Jesu dericis oratio primi, in ficti equitis Poloni in jesuitas actionem primam, Ingolstadt, 1590; in-S. La première édition parut probablement à Jaroslaw ; une troisième édition en fut publiée à Naples en 1592. Cleophas Distelmeyer en donna une traduction allemande en 1591. 0n trouve, dans la Bibliothèque des écrivains de la Compagnie de Jésus de Sommervogel l'indication des différentes pièces qui virent le jour à l'occasion de cette querelle relative aux jésuites.